# Ben Mottelson

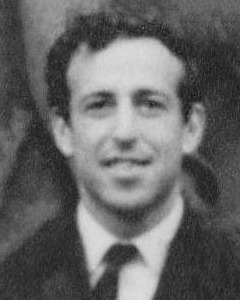
Ben Mottelson, Kopenhagen 1963

Benjamin Roy Mottelson (* 9. Juli 1926 in Chicago, Illinois; † 13. Mai 2022) war ein US-amerikanisch-dänischer Physiker (Kernphysik) und Nobelpreisträger für Physik (1975).

## Werdegang
Nachdem er während des Zweiten Weltkriegs zu einem Trainingsprogramm für Offiziere an der Purdue University abkommandiert war, machte er dort 1947 seinen Abschluss (B.A.) und studierte weiter an der Harvard University, wo er 1948 seinen Master-Abschluss erhielt und 1950 bei Julian Seymour Schwinger in Kernphysik promovierte. Ab 1950 ging er als Post-Doktorand an das Niels-Bohr-Institut nach Kopenhagen, wo seine lange Kooperation mit Aage Niels Bohr begann. 1953 bis 1957 war er in der Theoriegruppe der Gründungsphase des CERN, die damals noch in Kopenhagen war. 1957 wurde er Professor am Physikinstitut Nordita in Kopenhagen. 1980 bis 1983 war er Direktor des Nordita.
1994 bis 1997 und 2007 war er außerdem Adjunct Professor am Niels-Bohr-Institut. 1959 und 1984 war er Gastprofessor in Berkeley, 1996 Feshbach Lecturer am Massachusetts Institute of Technology und 1993 bis 1997 Direktor des European Centre for Theoretical Studies in Nuclear Physics and Related Areas in Trient.
Mottelson erhielt 1975 zusammen mit Aage Niels Bohr und James Rainwater den Physik-Nobelpreis „für die Entdeckung der Verbindung zwischen kollektiver und Teilchen-Bewegung in Atomkernen und die Entwicklung der Theorie von der Struktur der Atomkerne basierend auf dieser Verbindung“. Mit Bohr entwickelte er in den 1950er Jahren das Unified Model kollektiver (Rotations- und Schwingungsmoden des Kerns) und individueller (Einteilchen) Freiheitsgrade in Kernen, dargelegt in ihrem Lehrbuch, das 1975 erschien. 1958 schlug er mit Bohr (unabhängig von russischen Wissenschaftlern) das Vorliegen von aus der Suprafluidität bekannten Paarkorrelationen in Kernen vor. Später setzte er seine Zusammenarbeit mit Bohr fort und sie studierten in den 1970er Jahren z. B. Kerne bei hohen Drehimpulsen (Yrast). In den 1990er und 2000er Jahren befasste er sich auch mit anderen endlichen Quantensystemen (wie Metall-Cluster, Quantenpunkte, Bose-Einstein-Kondensate) sowie mit Grundlagen der Quantenmechanik.
Am 14. Mai 1969 wurde er zusammen mit fünf weiteren Preisträgern mit dem Atoms for Peace Award ausgezeichnet. 1974 erhielt er die John Wetherill Medal, 1976 die dänische Roemer Medaille und 1980 die polnische Marian-Smoluchowski-Medaille. Mottelson war Mitglied der Königlich Dänischen Akademie der Wissenschaften (ab 1958 als auswärtiges und ab 1974 als dänisches Mitglied), der Königlich Physiographischen Gesellschaft in Lund (1970), der Norwegischen Akademie der Wissenschaften (2001), der Polnischen Akademie der Wissenschaften (1996), der Jugoslawischen Akademie der Wissenschaften (1979), der National Academy of Sciences (1973), der American Academy of Arts and Sciences (1971) und der American Philosophical Society (2011).
Er war Ehrendoktor der Purdue University (1968), in Heidelberg (1971), der TH Lund (1993), in Liverpool (1995), Caen (1998), Oslo (2005) und  Jyväskylä (2004).
Mottelson war zweimal verheiratet. Aus seiner ersten Ehe gingen drei Kinder hervor.

## Schriften
- mit Aage Bohr: Nuclear Structure, 2 Bände, Benjamin 1975, World Scientific 1998 (deutsche Ausgabe: Hanser 1980)
- mit Ikuko Hamamoto: Shape deformations in atomic nuclei, Scholarpedia 2012
- mit Aage Bohr: Collective and individual aspects of nuclear structure, Kgl.Dansk Mat.Fys.Medd. Bd. 27, 1953, Nr. 16, S. 7–174, pdf
- mit Aage Bohr: Mat. Fys. Medd. Dan. Vid. Selsk. 30, no. 1 (1955)
- Collective motion in the nucleus, Rev. Mod. Phys., Band 29, 1957, 186
- mit Aage Bohr, David Pines: Possible Analogy between the Excitation Spectra of Nuclei and Those of the Superconducting Metallic State, Phys. Rev., Band 110, 1958, S. 936–938
- mit Aage Bohr: The many facets of nuclear structure, Annual Review of Nuclear Science, Band 23,1973, S. 363
- mit Aage Bohr: Single particle and collective aspects of nuclear rotation, Physica Scripta Band 24, 1981, S. 71